# باددگاما
باددگاما (به لاتین: Baddegama) یک منطقهٔ مسکونی در سری‌لانکا است که در ناحیه گاله واقع شده‌است. باددگاما ۱۱۱ کیلومتر مربع مساحت و ۷۸٬۵۳۵ نفر جمعیت دارد.